# Gasthaus zum Adler (Lochau)

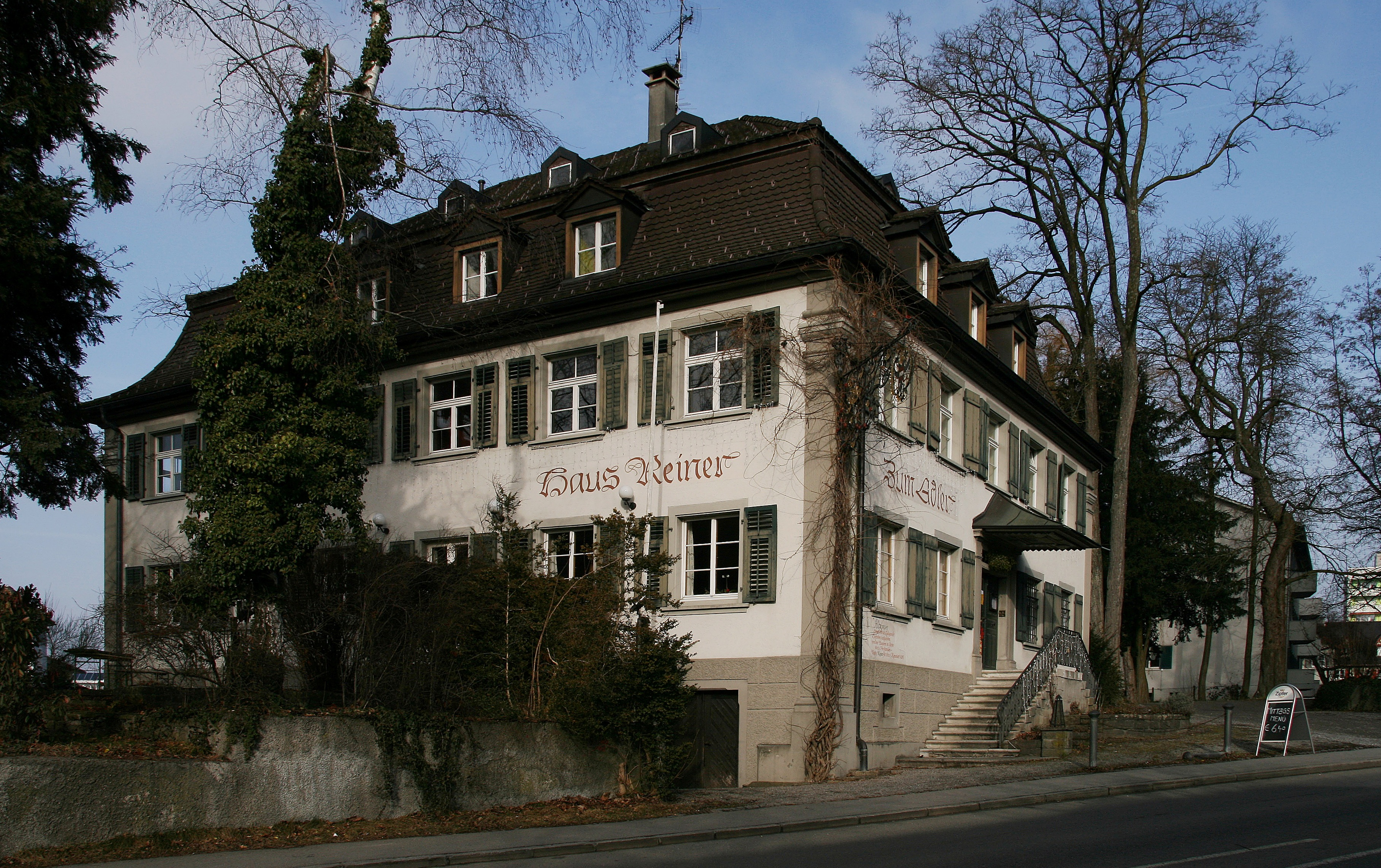
Haus Reiner / Zum Adler

Das Gasthaus Zum Adler in der Gemeinde Lochau in Vorarlberg (Österreich) ist ein denkmalgeschütztes Gebäude. Das Gebäude wurde ursprünglich als Gerichtshaus für das Gericht Hofrieden errichtet und war für diesen Zweck 1790 bis 1809 in Betrieb.

## Lage
Das Gasthaus Zum Adler liegt auf etwa 417 m ü. A. im Ortszentrum von Lochau. Das Gasthaus steht auf der Parzelle Gericht. Ostseitig führt die Hofriedenstraße (Landstraße L 1) vorbei, westseitig die Alberlochstraße. Im Zwickel zwischen den beiden Straßen liegt der Gastgarten.

## Geschichte
Am 14. Oktober 1785 wurde von Joseph II. eine Gerichtsregulierung angeordnet. Der bisherige Gerichtssitz am Amtssitz des jeweiligen gewählten Amtmannes sollte abgelöst werden und ein eigenes Gerichtshaus auch im Gericht Hofrieden geschaffen werden. Der Landammann Wilhelm Rhomberg und die zwölf Geschworenen der Gerichtsgemeinden Hohenweiler, Hörbranz, Lochau, Möggers (mit Eichenberg), Rieden (mit Kennelbach), Fluh und Langen einigten sich darauf, das Gerichtshaus in der Mitte des Gerichts Hofrieden zu bauen, im Dorf Lochau. 1788 wurde über den Bauplatz verhandelt und 1789/1790 wurde das Haus gebaut.
Durch den Frieden von Preßburg musste Vorarlberg und Tirol und andere Gebiete Österreichs an Bayern abgetreten werden. Das Gericht Hofrieden wurde mit der Aufhebung der Landständischen Verfassung 1806, wie 21 andere Landgerichte und drei Stadtgerichte in Vorarlberg, aufgehoben und es wurden sieben Landgerichtskreise gebildet (dann Bezirksgerichte).
Bereits 1801 hat Johannes Reichart das Gerichtsgebäude bewirtschaftet, nach mehreren Eigentumsübergängen, wurde es 1860 vom Bierbrauer Johann Reiner samt dem danebenliegenden Bräuhaus gekauft. Seine bisherige Brauerei in Schloss Hofen wurde hierher verlegt und 1901 wurde ein eigenes Brauereigebäude gebaut. Seither ist das Gebäude im Eigentum der Familie Reiner. 1888 übernahmen dessen Witwe und der älteste Sohn Carl die Liegenschaften. 1900 wurde die Brauerei erweitert. 1958 wurde die Brauerei an Fritz und Rudolf Reiner übergeben und der Gasthof an Maria Reiner. 1978 wurde die Brauerei eingestellt.
Seit 1982 war das Haus an Josef und Rosa Grote verpachtet. 1984 bis 1986 wurde das Gebäude des Gasthauses grundlegend saniert. 2004 übernahmen Wolfram Reiner und sein Sohn Jürgen die Liegenschaften. Nach erneuten Sanierungen 2004 bis 2007 wurde die Gaststätte an Philipp Rainer aus Bregenz verpachtet.

## Gebäude
Das Gebäude ist etwa 19 Meter lang, 15 Meter breit und 14 Meter hoch. Beim Gebäude handelt es sich um ein freistehendes zweigeschoßiges, hellgrau verputztes Objekt mit mittelgrau gemaltem Kellersockel und mit hohem abgewalmten Mansarddach. Die dunkelgrauen Dachflächen mit Biberschwanz-Eindeckung werden durch zwei Reihen unterschiedlich gestalteter Gauben gegliedert. Die Fenster sind auf fünf bzw. sechs Achsen aufgeteilt es finden sich an den Gebäudekanten Eckpilaster sowie an der Haupteingangstür. Der Stil des Gebäudes entspricht dem relativ nüchternen Aussehen eines Amtsgebäudes dieser Zeit.
Im Inneren sind barocke schmiedeeiserne Ausleger und Stuckdecken aus der Erbauungszeit vorhanden.